# Homero Massena
Homero Gabirobetz Massena (Barbacena, 04 de março de 1885 — Vila Velha, 1974) foi um pintor e prefeito brasileiro. Principal expoente da pintura impressionista no estado do Espírito Santo, Massena produziu em sua vida cerca de dez mil pinturas.

## Biografia
Filho do capixaba Alfredo Gabirobertz e da mineira Magdalena Massena, Homero Gabirobetz Massena nasceu em 04 de março de 1885 no município mineiro de Barbacena. Ainda jovem, aos quinze anos, descobriu o apreço pela pintura e chegou a frequentar a Escola Nacional de Belas-Artes no Rio de Janeiro. Foi prefeito da cidade de Bonfim, também em Minas Gerais, e, posteriormente, foi convidado pelo Governador do Estado do Espírito Santo, Jones dos Santos Neves, para dirigir a Escola de Belas Artes capixaba, o atual Departamento de Artes Plásticas da Universidade Federal do Espírito Santo.

### Morte

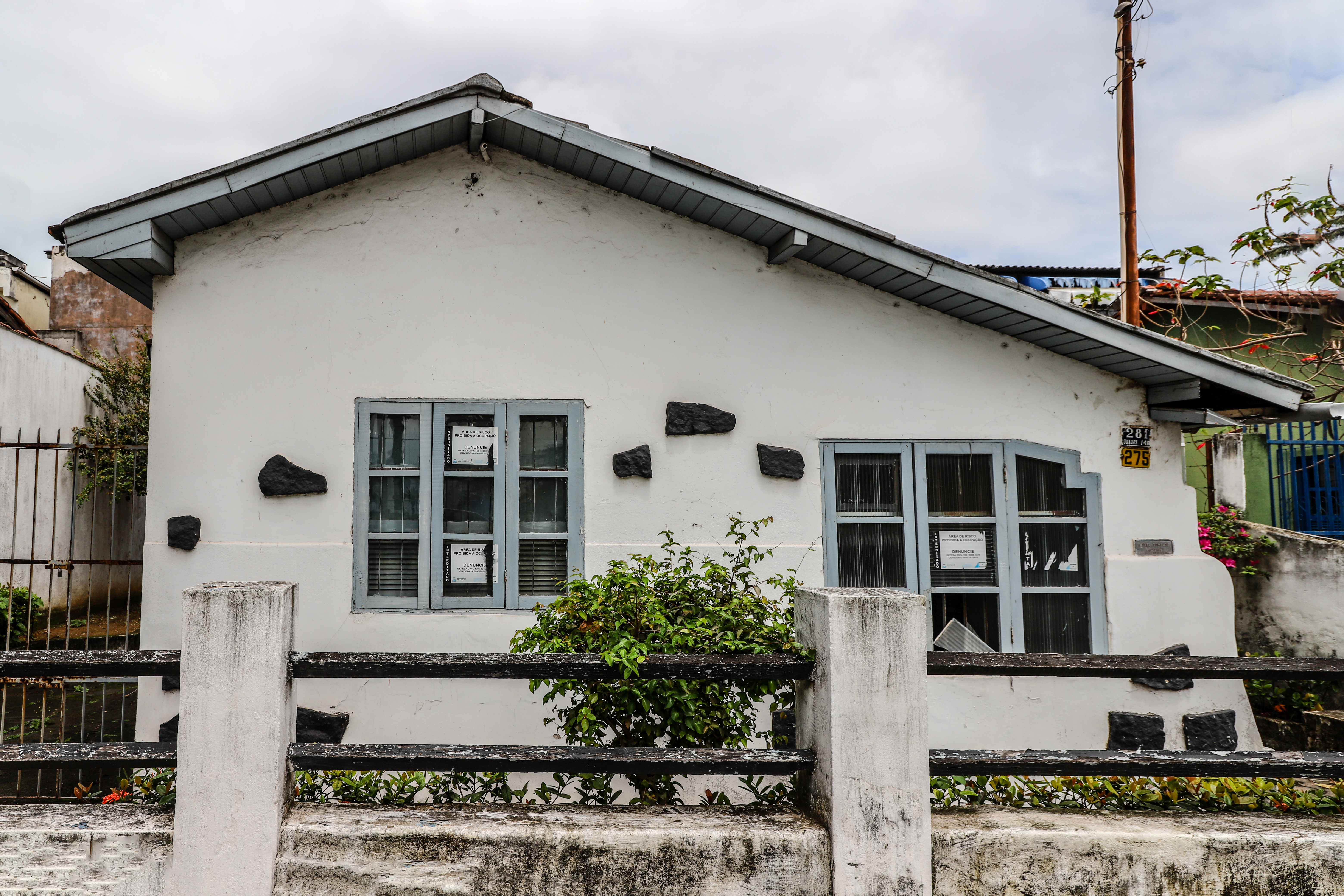
Residência de Massena por 23 anos, o atual Museu e Atelier Homero Massena localiza-se no Sítio Histórico da Prainha, em Vila Velha

Homero Massena faleceu em 1974 no município de Vila Velha, Espírito Santo. A casa, onde residia com sua esposa na Prainha, foi transformada posteriormente no Museu e Atelier Homero Massena, que dedica a preservar parte de seu legado artístico, tal como o ambiente doméstico onde residiu por vinte e três anos.